# مبدر حاتم الدليمي
مبدر حاتم الدليمي (2 يناير 1951 - 6 مارس 2006) كان ضابطًا في الجيش العراقي. وأثناء خدمته كقائد لجميع قوات الجيش العراقي في بغداد، تم إطلاق النار عليه وقتله بواسطة قناص بينما كان يقود سيارته عبر غرب بغداد، وفقًا لمصادر الشرطة.
وبصفته قائد الفرقة السادسة، التي كانت من أوائل وأكبر الفرق في الجيش العراقي الجديدة، والتي تم تشكيلها من قبل القوات الأمريكية كجزء من خططها للانسحاب من العراق، كان الدليمي من بين أبرز الضباط في قوات الأمن العراقية.
كانت قوات اللواء مبدر في الخطوط الأمامية خلال الأسبوعين اللذين سبقا وفاته، حيث كانت هذه القوات تسعى لمنع إراقة المزيد من الدماء الطائفية عقب تفجير ضريح العسكريين. حينها كان القادة العراقيون قلقين من أن يؤدي تصاعد العنف بين السنة، الذين يمثلون الأقلية في العراق، والشيعة، الذين يمثلون الأغلبية، إلى اندلاع حرب أهلية.

## وصلات خارجية
- Anderson، John Ward؛ Tyson، Ann Scott (7 مارس 2006). "Senior Iraqi General Killed in Ambush". واشنطن بوست. مؤرشف من الأصل في 2013-02-09. اطلع عليه بتاريخ 2018-05-17.
- Madhani، Aamer (9 مارس 2006). "Tough but Fair General Put to Rest Amid Tears: Baghdad Commander Praised As 'Great Man'". redOrbit. مؤرشف من الأصل في 2008-12-05. اطلع عليه بتاريخ 2018-05-17.